# سامانه رودخانه‌ای دجله–فرات
سامانه رودخانه‌ای دجله و فرات به مجموعه رودهای دجله و فرات و کلیه آبراه‌های فرعی این دو رود گفته می‌شود. این سامانه رودی مساحتی حدود ۳۵/۶۰۰ کیلومتر مربع را در بر گرفته‌است و اصلی‌ترین سیستم رودخانه‌ای غرب آسیا است. رودهای این سامانه از شرق ترکیه سرچشمه گرفته و با گذشتن از سوریه و عراق به خلیج فارس می‌ریزند. این سامانه بخشی از ناحیه بوم‌شناختی دیرینه‌قطبی دجله–فرات است که عراق و بخش‌هایی از ترکیه، سوریه، ایران، عربستان سعودی، کویت و اردن را در بر می‌گیرد.
این منطقه از نظر تاریخی به عنوان بخشی از هلال حاصل‌خیز اهمیت دارد و اعتقاد بر این است که تمدن برای نخستین بار در این منطقه پدیدار شده‌است.